# Manigance
I Manigance sono un gruppo musicale power metal francese, tra i più apprezzati in patria e soprattutto in Giappone, dove hanno un grande seguito.
Tutti i loro testi sono scritti nella loro lingua madre.

## Storia
Formatosi nel 1995 a Pau, in Aquitania, il gruppo, ancora senza contratto, suona per i bar della zona sud-ovest della Francia. Nel 1997, ottenuto un contratto con l'etichetta discografica Brennus Music, esce il primo EP della band, Signe de Vie.
Nel 2002 esce il primo album Ange ou Démon per NTS e riceve buone critiche da parte della stampa francese ed estera. Nel 2003 viene rimasterizzato l'EP Signe de Vie.
Nel 2004 il gruppo prende parte ad un'intensa attività live. La band parte infatti in un tour francese a febbraio, passando anche per il Belgio, assieme ad Adagio e Malédiction. A maggio suonano con gli Stratovarius per due date. Sempre nel 2004 suonano in giro per l'Europa e arrivano anche in Canada e in Giappone.
Dall'uscita dell'album D'Un Autre Sang, avvenuta a gennaio 2004, il gruppo ha sempre più successo in Giappone e, lo stesso anno, esce il primo album live dei Manigance per il solo mercato orientale, Mémoires... Live.
Durante il 2005 la band suona assieme a Freedom Call, Royal Hunt, U.D.O., Angra e Sonata Arctica e a luglio apre il concerto degli Scorpions all'Olympia di Parigi.
Nel 2006 esce il terzo album, L'Ombre et la Lumière e partono per un tour con i Whitesnake e un altro con i Dragonforce.
Il quarto album è attualmente in lavorazione.

## Formazione

### Formazione attuale
- Didier Delsaux - voce
- François Merle - chitarra
- Bruno Ramos - chitarra
- Marc Duffau - basso
- Jean Lahargue - tastiere
- Daniel Pouylau - batteria

### Ex componenti
- Vincent Mouyen alias Vince Lovelace (deceduto nel 2001) - chitarra
- Florent Taillandier - tastiere

## Discografia

### Album in studio
- 2002 - Ange ou Démon
- 2004 - D'Un Autre Sang
- 2006 - L'Ombre et la Lumière
- 2011 - Récidive
- 2014 - Volte-Face
- 2018 - Machine Nation

### Album dal vivo
- 2004 - Mémoires... Live

### EP
- 1997 - Signe de Vie